# Jörn Lamla
Jörn Lamla (* 1969 in Bad Pyrmont) ist ein deutscher Soziologe. Er ist Professor für Soziologische Theorie und Direktor am Wissenschaftlichen Zentrum für Informationstechnik-Gestaltung an der Universität Kassel. Lamla ist vor allem für seine Forschungen im Bereich verantwortungsbewusster Digitalisierung und Verbraucherschutz bekannt.

## Werdegang
Lamla studierte zunächst Politikwissenschaft, Mathematik, Psychologie und Erziehungswissenschaft an der Philipps-Universität Marburg. 1995 bis 2002 war er Wissenschaftlicher Mitarbeiter am Institut für Soziologie der Friedrich-Schiller-Universität Jena. 2000 promovierte er mit einer Dissertation zur Sozialpolitik der Grünen: Politische Gestaltung zwischen Macht und Moral. Fallrekonstruktion grüner Reformpotentiale zur Institutionalisierung einer sozial gerechten, nachhaltigen und zivilen Gesellschaft. Von 2002 bis 2009 war er Wissenschaftlicher Assistent am Institut für Soziologie der Justus-Liebig-Universität Gießen und vertrat dort 2007 bis 2009 die Professur für Allgemeine Soziologie. Von 2009 bis 2013 war er Akademischer Rat am Lehrstuhl für Allgemeine und Theoretische Soziologie der Universität Jena. Lamla schloss 2012 seine Habilitation ab. Von 2011 bis 2013 vertrat er die Professur für Soziologische Theorie an der Universität Kassel.
Seit 2013 ist Lamla ordentlicher Professor für Soziologische Theorie an der Universität Kassel. Jörn Lamla ist seit 2015 weiterhin Direktor am Wissenschaftlichen Zentrum für Informationstechnik-Gestaltung der Universität Kassel. 2016 bis 2019 wirkte er als Dekan des Fachbereichs Gesellschaftswissenschaften an der Universität Kassel.
Jörn Lamla war von 2011 bis 2014 Mitglied im Wissenschaftlichen Beirat für Verbraucher- und Ernährungspolitik beim Bundesministerium für Ernährung, Landwirtschaft und Verbraucherschutz. Seit 2015 ist er Mitglied im Koordinierungsgremium des Netzwerks Verbraucherforschung beim Bundesministerium der Justiz und für Verbraucherschutz und seit 2019 Sprecher des Koordinierungsgremiums. Seit 2019 ist Lamla einer der Gründungsdirektoren des vom Hessische Ministerium für Digitale Strategie und Entwicklung geförderten Zentrums verantwortungsbewusste Digitalisierung (ZeVeDi). Im Kontext des ZeVeDi war er an zwei Projektgruppen beteiligt, die sich der Diffusion von Verantwortung durch Algorithmen und dem Spannungsfeld Nachhaltige Entwicklung und Künstliche Intelligenz widmeten. 2019 bis 2021 war er Mitglied in der Arbeitsgruppe „Digitalisierung und Demokratie“ der Nationalen Akademie der Wissenschaften Leopoldina, der Union der deutschen Akademien der Wissenschaften und der Akademie der Technikwissenschaften acatech, die 2021 eine Nationale Empfehlung zu Digitalisierung und Demokratie veröffentlicht haben.

## Werke (Auswahl)
- Grüne Politik zwischen Macht und Moral. Campus, Frankfurt am Main/New York 2002, ISBN 9783593370118.
- Anthony Giddens. Reihe: Campus-Einführungen. Campus, Frankfurt am Main/New York 2003, ISBN 9783593400426.
- mit Axel Honneth, Sandra Beaufaÿs, Rahel Jaeggi und Martin Hartmann: Schlüsseltexte der Kritischen Theorie. VS-Verlag, Wiesbaden 2006, ISBN 9783531141084.
- mit Sighard Neckel (Hrsg.): Politisierter Konsum – konsumierte Politik. VS-Verlag, Wiesbaden 2006, ISBN 9783531903118.
- mit Christoph Bieber, Martin Eifert und Thomas Groß (Hrsg.): Soziale Netze in der digitalen Welt. Das Internet zwischen egalitärer Teilhabe und ökonomischer Macht. Campus, Frankfurt am Main/New York 2009, ISBN 9783593390130.
- Verbraucherdemokratie. Politische Soziologie der Konsumgesellschaft. Suhrkamp, Berlin 2013, ISBN 9783518296721.
- mit Barbara Büttner, Christian L. Geminn, Thilo Hagendorff, Simon Ledder, Carsten Ochs und Fabian Pittroff: Die Reterritorialisierung des Digitalen. Zur Reaktion nationaler Demokratie auf die Krise der Privatheit nach Snowden. Kassel University Press, Kassel 2016, ISBN 9783862191062.
- mit Michael Friedewald und Alexander Roßnagel (Hrsg.): Informationelle Selbstbestimmung im digitalen Wandel. Springer Vieweg (DuD-Fachbeiträge), Wiesbaden 2017, ISBN 9783658176617.
- mit Joel Baumann (Hrsg.): Privacy Arena. Kontroversen um Privatheit im digitalen Zeitalter. Kassel University Press, Kassel 2017, ISBN 9783737603065.
- mit Peter Kenning (Hrsg.): Entgrenzungen des Konsums. Dokumentation der Jahreskonferenz des Netzwerks Verbraucherforschung. Springer Gabler, Wiesbaden 2018, ISBN 9783658193393.
- mit Thilo Hagendorff, Christian Geminn, Murat Karaboga, Nicole Krämer, Maxi Nebel und Markus Uhlmann: Risiken Künstlicher Intelligenz für die menschliche Selbstbestimmung. Policy Paper. Karlsruhe: Forum Privatheit und selbstbestimmtes Leben in der digitalen Welt. Karlsruhe 2020.
- Lamla, Jörn (2021). Kritische Bewertungskompetenzen, Selbstbestimmtes Verbraucherhandeln in KI-gestützten IT-Infrastrukturen. Expertise für das Projekt „Digitales Deutschland“ von JFF – Jugend, Film, Fernsehen e. V., München 2021.
- mit Johannes Buchmann, Jeanette Hofmann, Judith Simon u. a.: Digitalisierung und Demokratie. Stellungnahme. Deutsche Akademie der Naturforscher Leopoldina e. V.; acatech – Deutsche Akademie der Technikwissenschaften e. V.; Union der deutschen Akademien der Wissenschaften e. V., Halle (Saale)/München/Mainz 2021.